# Nati nel 1954/Novembre
| Questa pagina contiene informazioni ricavate automaticamente dalle voci biografiche con l'ausilio del template Bio e di un bot. L'aggiornamento è periodico e automatico e ricostruisce completamente la pagina. Se manca una persona in questa lista, sei pregato di non aggiungerla, ma accertati piuttosto che la sua voce biografica contenga il template Bio e che i dati anagrafici siano correttamente compilati. Se il template Bio manca, inseriscilo tu stesso o, in alternativa, metti l'avviso {{tmp\|Bio}} che ne segnala la mancanza. Se i dati riportati sono sbagliati, correggi direttamente la voce biografica; le modifiche saranno visibili in questa lista entro pochi giorni. Per chiarimenti vedi il progetto biografie. La lista contiene solo le 222 persone che sono citate nell'enciclopedia e per le quali è stato implementato correttamente il template Bio. Pagina aggiornata al 18 lug 2025. |

- 1º novembre - Sherman Smith, ex giocatore di football americano e allenatore di football americano statunitense
- 2 novembre - Tony Cavazo, bassista messicano
- 2 novembre - Enrique Máximo García, musicologo e storico dell'arte spagnolo († 2008)
- 2 novembre - Marie McLaughlin, soprano scozzese
- 2 novembre - Vedran Rožić, allenatore di calcio e ex calciatore jugoslavo
- 2 novembre - Sheila Strike, ex cestista canadese
- 2 novembre - Gary Yershon, compositore britannico
- 3 novembre - Massimo Campanini, islamista, storico della filosofia e traduttore italiano († 2020)
- 3 novembre - David Carnegie, XIV conte di Northesk, politico scozzese († 2010)
- 3 novembre - Kevin Chilton, ex astronauta e generale statunitense
- 3 novembre - Rosa Filippini, politica e attivista italiana
- 3 novembre - Carlos Girón Gutiérrez, tuffatore messicano († 2020)
- 3 novembre - Adam Ant, cantante, polistrumentista e attore britannico
- 3 novembre - Brigitte Lin, attrice taiwanese
- 3 novembre - Susan Petrilli, semiologa e filosofa italiana
- 3 novembre - Phil Simms, ex giocatore di football americano statunitense
- 3 novembre - Aleksandr Uss, politico e imprenditore russo
- 4 novembre - Aleksandr Aksinin, velocista sovietico († 2020)
- 4 novembre - Nacer Guedioura, ex calciatore algerino
- 4 novembre - Erich Kirchler, psicologo italiano
- 4 novembre - Carlo Mancini, conduttore radiofonico italiano
- 4 novembre - Rui Palhares, ex calciatore portoghese
- 4 novembre - Pan Hong, attrice cinese
- 5 novembre - Chef Tony, personaggio televisivo statunitense
- 5 novembre - Caterina Chinnici, magistrata e politica italiana
- 5 novembre - Vincenzo D'Amico, calciatore, allenatore di calcio e dirigente sportivo italiano († 2023)
- 5 novembre - Mike Gabriel, animatore, sceneggiatore e regista statunitense
- 5 novembre - Alvin Gentry, allenatore di pallacanestro statunitense
- 5 novembre - Shigemi Ikeda, direttore artistico giapponese († 2024)
- 5 novembre - Pino Ippolito Armino, scrittore e saggista italiano
- 5 novembre - Rory MacLean, scrittore canadese
- 5 novembre - Larry Moffett, cestista statunitense († 2011)
- 5 novembre - Johanna Raunio, modella e attrice finlandese
- 5 novembre - Anna Rusticano, cantante italiana
- 5 novembre - Alejandro Sabella, calciatore e allenatore di calcio argentino († 2020)
- 5 novembre - Jeffrey Sachs, economista e saggista statunitense
- 6 novembre - Roger Berbig, ex calciatore e medico svizzero
- 6 novembre - Jefri Bolkiah, principe e politico bruneiano
- 6 novembre - Karin Fossum, scrittrice e poetessa norvegese
- 6 novembre - Massimo Franco, giornalista e saggista italiano
- 6 novembre - René Highway, attore, ballerino e coreografo canadese († 1990)
- 6 novembre - Luciano Loro, ex ciclista su strada italiano
- 6 novembre - Mango, cantautore italiano († 2014)
- 6 novembre - Kurt Welzl, ex calciatore austriaco
- 7 novembre - Carlos Arregui, calciatore argentino († 2023)
- 7 novembre - Unknown Hinson, cantante e doppiatore statunitense
- 7 novembre - Robin Beck, cantante statunitense
- 7 novembre - Maria Grapini, politica, ingegnere e imprenditrice rumena
- 7 novembre - Kamal Haasan, attore, sceneggiatore e regista indiano
- 7 novembre - Gil Junger, regista e produttore televisivo statunitense
- 7 novembre - Guy Gavriel Kay, scrittore canadese
- 7 novembre - Jean-Christophe Lagleize, vescovo cattolico francese
- 7 novembre - Ilan Pappé, storico israeliano
- 7 novembre - Ines Pellegrini, attrice italiana
- 7 novembre - Claudio Plit, ex nuotatore argentino
- 7 novembre - Vladimír Ptáček, cestista cecoslovacco († 2019)
- 7 novembre - Mariano Scartezzini, ex siepista italiano
- 8 novembre - David Bret, scrittore e giornalista francese
- 8 novembre - Chuck Cooper, attore e cantante statunitense
- 8 novembre - Aristides Gomes, politico guineense
- 8 novembre - Kazuo Ishiguro, scrittore britannico
- 8 novembre - Rickie Lee Jones, cantante, compositrice e musicista statunitense
- 8 novembre - Bill Joy, informatico statunitense
- 8 novembre - Attilio Armando Lombardi, militare italiano († 1974)
- 8 novembre - Gianfranco Pacchioni, chimico italiano
- 8 novembre - Athanasios Pafilīs, politico greco
- 8 novembre - Ismo Villa, hockeista su ghiaccio finlandese († 2014)
- 9 novembre - Cinzia Capano, politica italiana
- 9 novembre - Genaro Celayeta, calciatore spagnolo († 2008)
- 9 novembre - Donna Ganz, ex tennista statunitense
- 9 novembre - Brad Alan Lewis, ex canottiere statunitense
- 9 novembre - Giuseppe Marotta, dirigente d'azienda e dirigente sportivo italiano
- 9 novembre - Bernard Mitton, tennista sudafricano († 2017)
- 9 novembre - Lepa Mladjenovic, attivista jugoslava
- 9 novembre - Myles Patrick, ex cestista statunitense
- 9 novembre - Dietrich Thurau, ex ciclista su strada e pistard tedesco
- 9 novembre - Mauro Aparecido dos Santos, arcivescovo cattolico brasiliano († 2021)
- 10 novembre - Massimo Arrighi, allenatore di calcio e ex calciatore italiano
- 10 novembre - Jaume Bartumeu, politico andorrano
- 10 novembre - Renato Farina, politico, scrittore e opinionista italiano
- 10 novembre - Hartwig Gauder, marciatore tedesco († 2020)
- 10 novembre - Juan Gómez González, allenatore di calcio e calciatore spagnolo († 1992)
- 10 novembre - Bill Johnson, politico e militare statunitense
- 10 novembre - Jutta Kirst, ex altista tedesca
- 10 novembre - Marlene van Niekerk, scrittrice e poetessa sudafricana
- 10 novembre - Stauros Papastaurou, cantautore, paroliere e compositore greco
- 10 novembre - Kevin Spraggett, scacchista canadese
- 10 novembre - John Woolrich, compositore inglese
- 11 novembre - Mary Gaitskill, scrittrice statunitense
- 11 novembre - Nicholas Holmes, ex calciatore e allenatore di calcio inglese
- 11 novembre - Claudio Marangoni, ex calciatore argentino
- 11 novembre - Andrea Pavani, ex giocatore di curling italiano
- 11 novembre - Roger Slifer, fumettista, sceneggiatore e produttore televisivo statunitense († 2015)
- 11 novembre - Laurence de Monaghan, attrice e avvocatessa francese
- 12 novembre - Kader Abdolah, scrittore iraniano
- 12 novembre - Jurij Kara, regista russo († 2025)
- 12 novembre - Paul McNamee, allenatore di tennis e ex tennista australiano
- 12 novembre - Christopher Pike, scrittore statunitense
- 12 novembre - Maria Rita Viaggi, annunciatrice televisiva e cantautrice italiana († 2024)
- 13 novembre - Monte Cazazza, musicista e compositore statunitense († 2023)
- 13 novembre - Emanuel Günther, ex calciatore tedesco
- 13 novembre - Lars-Olof Mattsson, allenatore di calcio svedese
- 13 novembre - Scott MacNealy, imprenditore statunitense
- 13 novembre - Chris Noth, attore statunitense
- 13 novembre - Ernst Reijseger, violoncellista e compositore olandese
- 13 novembre - Francesco Savino, vescovo cattolico italiano
- 13 novembre - Hartmut Schade, allenatore di calcio e ex calciatore tedesco
- 13 novembre - Angelo Spina, arcivescovo cattolico italiano
- 14 novembre - Robert Alberts, allenatore di calcio e ex calciatore olandese
- 14 novembre - Yanni, pianista, tastierista e compositore greco
- 14 novembre - Stefano Gaggioli, politico italiano
- 14 novembre - Carlos Rojas Gutiérrez, politico messicano († 2024)
- 14 novembre - Bernard Hinault, ex ciclista su strada e pistard francese
- 14 novembre - Condoleezza Rice, politica, diplomatica e politologa statunitense
- 14 novembre - Eliseo Salazar, pilota automobilistico cileno
- 14 novembre - Luigi Sanzone, ex calciatore italiano
- 15 novembre - Hans-Günter Bruns, allenatore di calcio, dirigente sportivo e ex calciatore tedesco
- 15 novembre - Stephen W. Burns, attore statunitense († 1990)
- 15 novembre - Twinkie Clark, cantautrice, produttrice discografica e musicista statunitense
- 15 novembre - Herbert Heidenreich, ex calciatore tedesco
- 15 novembre - Chris Horrocks, ex calciatore canadese
- 15 novembre - Aleksander Kwaśniewski, politico polacco
- 15 novembre - Nílton Pinheiro da Silva, ex calciatore brasiliano
- 15 novembre - Uli Stielike, ex calciatore e allenatore di calcio tedesco
- 15 novembre - Tony Thompson, batterista e produttore discografico statunitense († 2003)
- 15 novembre - Giorgio Toschi, generale italiano
- 16 novembre - Andrea Barrett, scrittrice statunitense
- 16 novembre - Luis Conte, percussionista cubano
- 16 novembre - Lucio Cusma, ex pugile italiano
- 16 novembre - Francesco Ferrara, politico e sindacalista italiano
- 16 novembre - Bernd Hahn, ex slittinista tedesco orientale
- 16 novembre - Licia Maglietta, attrice italiana
- 16 novembre - Donald Runnicles, direttore d'orchestra britannico
- 16 novembre - Emidio Salomone, mafioso italiano († 2009)
- 16 novembre - Thomas Schütte, artista tedesco
- 16 novembre - Scott Wittman, paroliere e regista teatrale statunitense
- 17 novembre - Florin Cioabă, politico e pastore protestante rumeno († 2013)
- 17 novembre - Paolo Dall'Oglio, presbitero e attivista italiano († 2013)
- 17 novembre - Jorge Hernández, pugile cubano († 2019)
- 17 novembre - Laurent Mazzilli, ex sciatore alpino francese
- 17 novembre - Jonathan Moffett, batterista statunitense
- 17 novembre - Alfredo Pea, attore italiano
- 17 novembre - Manuel Poirier, regista e sceneggiatore francese
- 17 novembre - Mark Brandon Read, criminale e scrittore australiano († 2013)
- 18 novembre - Carter Burwell, compositore statunitense
- 18 novembre - Adrie Koster, allenatore di calcio e ex calciatore olandese
- 18 novembre - Gail Marquis, ex cestista statunitense
- 18 novembre - Milan Martić, ex politico e poliziotto serbo
- 18 novembre - Adrian Mihalčišin, scacchista ucraino
- 18 novembre - Craig Stimac, giocatore di baseball statunitense († 2009)
- 18 novembre - Claudio Tamburrini, ex calciatore argentino
- 19 novembre - Ron Baker, ex giocatore di football americano statunitense
- 19 novembre - Michel Comte, fotografo svizzero
- 19 novembre - Baldassare Di Maggio, mafioso italiano
- 19 novembre - Andrzej Halemba, presbitero e traduttore polacco
- 19 novembre - Edoardo Milesi, architetto italiano
- 19 novembre - Terry Moore, fumettista statunitense
- 19 novembre - Kathleen Quinlan, attrice statunitense
- 19 novembre - Abdel Fattah al-Sisi, ex militare e politico egiziano
- 19 novembre - Charlotte Alexandra, attrice britannica
- 20 novembre - Richard Brooker, stuntman, regista e attore inglese († 2013)
- 20 novembre - Orlando Calevro, pianista italiano († 2004)
- 20 novembre - Steve Dahl, conduttore radiofonico, musicista e attore statunitense
- 20 novembre - Antonina Košel', ex ginnasta sovietica
- 20 novembre - Frank Marino, chitarrista e cantante canadese
- 20 novembre - Tamara Markašanskaja, ex fondista sovietica
- 20 novembre - Paola Pelino, politica italiana
- 20 novembre - Bin Shimada, doppiatore giapponese
- 21 novembre - Simon Fisher Turner, musicista, cantautore e compositore inglese
- 21 novembre - Daniela Hamaui, giornalista italiana
- 21 novembre - Jonas Kazlauskas, ex cestista e allenatore di pallacanestro lituano
- 21 novembre - Carmine Marcantonio, ex calciatore italiano
- 21 novembre - Giōrgos Mauropsaridīs, montatore greco
- 22 novembre - Andrea Colombo, giornalista e scrittore italiano
- 22 novembre - Dermot Pius Farrell, arcivescovo cattolico irlandese
- 22 novembre - Paolo Gentiloni, politico e giornalista italiano
- 22 novembre - Riccardo Rovatti, doppiatore italiano
- 23 novembre - Ross Brawn, ingegnere e dirigente sportivo britannico
- 23 novembre - Bruce Hornsby, tastierista, polistrumentista e cantante statunitense
- 23 novembre - Robert Mösching, ex saltatore con gli sci svizzero
- 23 novembre - Aavo Pikkuus, ex ciclista su strada estone
- 23 novembre - Elizabeth Savalla, attrice brasiliana
- 23 novembre - Larry Wright, ex cestista e allenatore di pallacanestro statunitense
- 24 novembre - Clem Burke, batterista statunitense († 2025)
- 24 novembre - Emir Kusturica, regista, musicista e sceneggiatore bosniaco
- 24 novembre - Tsunekichi Suzuki, cantautore, attore e compositore giapponese († 2020)
- 24 novembre - Sergio Taddei, ex calciatore italiano
- 25 novembre - Guy Bertin, pilota motociclistico francese
- 25 novembre - Silvana De Stefano, architetta, pittrice e scultrice italiana
- 25 novembre - Mitsuru Miura, fumettista giapponese
- 25 novembre - Park Byung-cheol, ex calciatore sudcoreano
- 25 novembre - Roberto Pidone, allenatore di calcio e ex calciatore italiano
- 25 novembre - Teodoro II di Alessandria, arcivescovo ortodosso greco
- 26 novembre - Jos Daerden, allenatore di calcio e ex calciatore belga
- 26 novembre - Adelmo Paris, allenatore di calcio e ex calciatore italiano
- 26 novembre - Velupillai Prabhakaran, guerrigliero cingalese († 2009)
- 27 novembre - Cláudio Cerdeira, ex arbitro di calcio brasiliano
- 27 novembre - Pantaleo De Gennaro, dirigente sportivo, allenatore di calcio e ex calciatore italiano
- 27 novembre - Patricia McPherson, attrice, attivista e ballerina statunitense
- 27 novembre - Kimmy Robertson, attrice statunitense
- 27 novembre - Maria Antonietta Terzoli, scrittrice, filologa e italianista italiana
- 28 novembre - Barbara Grabowska, attrice polacca († 1994)
- 28 novembre - Larry Johnson, cestista statunitense († 2025)
- 28 novembre - Katsutoshi Kawano, ammiraglio giapponese
- 28 novembre - Agatino Licandro, ex politico italiano
- 28 novembre - Julian Nida-Rümelin, filosofo e politologo tedesco
- 28 novembre - Elio Massimo Palmizio, politico italiano
- 28 novembre - Marko Ivan Rupnik, artista, teologo e presbitero sloveno
- 29 novembre - Zbigniew Bujak, attivista e politico polacco
- 29 novembre - Joel ed Ethan Coen, regista, sceneggiatore e produttore cinematografico statunitense
- 29 novembre - Chris McGrath, ex calciatore nordirlandese
- 29 novembre - Zoran Simović, ex calciatore jugoslavo
- 29 novembre - Odd Sørli, ex sciatore alpino norvegese
- 30 novembre - Wayne Bartholomew, surfista australiano
- 30 novembre - Romero Jucá, politico e economista brasiliano
- 30 novembre - Muli Katzurin, allenatore di pallacanestro israeliano
- 30 novembre - Werner Lampe, ex nuotatore tedesco
- 30 novembre - Dušan Repovš, matematico sloveno
- 30 novembre - Gigi Savoia, attore italiano
- 30 novembre - Simonetta Stefanelli, attrice italiana
- 30 novembre - Lawrence Summers, politico e economista statunitense
- 30 novembre - Douglas Wick, produttore cinematografico e sceneggiatore statunitense